# Грінвуд (Міссурі)
Грінвуд (англ. Greenwood) — місто (англ. city) в США, в округах Джексон і Кесс штату Міссурі. Населення — 6021 особа (2020).

## Географія
Грінвуд розташований за координатами 38°51′10″ пн. ш. 94°20′31″ зх. д. / 38.85278° пн. ш. 94.34194° зх. д. (38.852761, -94.342054).  За даними Бюро перепису населення США в 2010 році місто мало площу 10,28 км², з яких 10,27 км² — суходіл та 0,01 км² — водойми. В 2017 році площа становила 13,59 км², з яких 13,56 км² — суходіл та 0,03 км² — водойми.

## Демографія
Згідно з переписом 2010 року, у місті мешкала 5221 особа в 1769 домогосподарствах у складі 1412 родин. Густота населення становила 508 осіб/км².  Було 1838 помешкань (179/км²).
Расовий склад населення:
| - 91,7 % — білих - 5,1 % — чорних або афроамериканців - 0,5 % — азіатів - 0,3 % — корінних американців |

До двох чи більше рас належало 1,7 %. Частка іспаномовних становила 3,4 % від усіх жителів.
За віковим діапазоном населення розподілялося таким чином: 32,6 % — особи молодші 18 років, 61,2 % — особи у віці 18—64 років, 6,2 % — особи у віці 65 років та старші. Медіана віку мешканця становила 32,2 року. На 100 осіб жіночої статі у місті припадало 99,7 чоловіків;  на 100 жінок у віці від 18 років та старших — 97,7 чоловіків також старших 18 років.
Середній дохід на одне домашнє господарство  становив 85 709 доларів США (медіана — 72 033), а середній дохід на одну сім'ю — 88 251 долар (медіана — 76 605). Медіана доходів становила 64 718 доларів для чоловіків та 40 403 долари для жінок. За межею бідності перебувало 7,6 % осіб, у тому числі 9,7 % дітей у віці до 18 років та 4,7 % осіб у віці 65 років та старших.
Цивільне працевлаштоване населення становило 2791 осіб. Основні галузі зайнятості: освіта, охорона здоров'я та соціальна допомога — 24,0 %, науковці, спеціалісти, менеджери — 12,0 %, роздрібна торгівля — 10,4 %, фінанси, страхування та нерухомість — 9,2 %.